# Párizs ostroma (885–886)
Párizs 885-886 közti ostroma a vikingek portyázásának része volt, melyet a Szajna vidékén hajtottak végre a Nyugati Frank Királyság területén. Az ostrom III. Károly nyugati frank király uralkodásának fontos eseménye volt, valamint fordulópontot jelentett a Karoling-dinasztia történetében, valamint a Frank birodalom történetében. Ez az esemény ismételten bizonyította a frankok számára Párizs kiemelkedő stratégiai fontosságát abban az időben, amikor a város Frankföld egyik legnagyobb városa volt. Az ostromról a Abbo Cernuus latin költő tollából értesülhetünk, melyet a Bella Parisiacae urbis című versében énekelt meg.
Hosszúhajók százaival és feltehetően több tízezernyi támadóval a fedélzeten, a vikingek elérték Párizs külvárosi részeit 885 novemberének végén. Velük szemben Odó gróf védekezett, jóllehet csupán néhány száz katonát volt képes összegyűjteni a város védelme érdekében. A vikingek számos ostromgéppel felszerelkezve támadtak, ám meghiúsult azon igyekezetük, hogy betörjenek a város falain belülre az olykor igen heves támadások ellenére. A kezdeti támadásokat követően is fenntartották az ostromállapotot, ám jelentősebb offenzíva kivitelezése nélkül teltek el a rá következő hónapok. Ahogy az ostrom folytatódott, a vikingek többsége fentebb hajózott a folyón, hogy fosztogassanak. A vikingek a város megszerzésére irányuló legutolsó sikertelen támadásukat 886 nyarán vitték véghez és októberben megérkezett III. Károly felmentő seregének élén.
A párizsiak rettegése miatt, mely a hosszú ideje tartó harcok miatt volt, Károly leállíttatta a viking ostromlók elleni rövid támadásokat és ehelyett inkább felajánlotta, hogy fentebb hajózzanak a Szajnán Burgundiába, ahol eközben felkelés zajlott, valamint megígérte, hogy 700 livres, azaz 250 kilogrammnyi ezüstöt fizet váltságdíjként. Odo gróf nagy mértékben ellenezte ezt a javaslatot, próbált Károly ígéreteivel dacolni és amikor 888-ban III. Károly elhunyt, akkor Odót választották meg az első nem a Karoling-dinasztiából származó uralkodónak Frankföldön.

## Háttér
Habár a vikingek már korábban is számos alkalommal lecsaptak a Frank Birodalom több pontján, ám Párizst csak 845-ben sikerült elérniük, amikor is kifosztották a várost. A 860-as évek során még újabb három alkalommal támadták meg Párizst, melyet csak akkor voltak hajlandóak elhagyni, amikor a város vezetése kenőpénzt adott nekik, vagy képesek voltak komolyabb zsákmányra szert tenni. 864-ben a pistresi ediktumban leírták, hogy hidakat kell építeni a Szajnán Pîtres és Párizs városában. Párizs ekkoriban már az Île de la Cité szigetet körülvevő folyószakasz mindkét oldalán feküdt. Ez rendkívüli módon segítette a 885-ös ostrom kivitelezését. A régió legfőbb vezetője egyben Párizs őrgrófja is volt, akinek felügyelete alá tartozott a vidék a Szajna és a Loire folyók mentén. Eredetileg Erős Róbert, Neustria őrgrófja töltötte be ezt a szerepet, aki egyben a Loire-völgy missus dominicus-a is volt. Ő kezdte el a főváros védelmi vonalának megerősítését és folyamatosan felvette a harcot az északiakkal, egészen halála napjáig, melyre a Brissarthe mellett vívott csatában került sor. Bár fia, Odo nyugati frank király követte őt az utódlásban, a királyi hatalom hanyatlásnak indult. Ugyanakkor Párizs erődítését tovább folytatta, főleg helyi, mintsem királyi indíttatásból.
Mindeközben a Nyugati Frank Királyság számos rövid ideig uralkodó király uralmát nyögte, mely a II. Károly 877-ben bekövetkezett halálát követő időszakot jellemezte. Ez a helyzet állt fenn 884-ben is, amikor trónra került III. Károly nyugati frank király, aki egyúttal a Német-római Császárság és Itália  uralkodója is volt egyben és reménykedett benne, hogy képes lesz újraegyesíteni a korábbi nagy birodalmat. Úgy tűnt, hogy a vikingek a 881-es saucorti csatát követően, mikor is legyőzték III. Lajos nyugati frank királyt, a vikingek visszaadják a frankoknak az irányítást a kezükbe, de 885-ben, amikor III. Károly római császár trónra lépett, a vikingek erőteljes támadást indítottak Párizs ellen.

## Az ostrom
A dán vikingek Sigfred és Sinric vezetésével ismét a nyugati frank területek felé vették az irányt hajóikkal 885-ben, melynek során az ország északkeleti vidékein portyáztak az ostrom előtt. Sigfred kenőpénzre tartott igényt Károly királytól, ám elutasították, ezért mintegy 700 hajóból álló flottájával felhajóztak a Szajnán mintegy 30-40000 harcossal a hajók fedélzetén. A valaha feljegyzett legnagyobb viking flottáról Abbo Cernuus költő tollából van információnk. Bár szemtanúja volt az eseményeknek, ugyanakkor a történészek között általános az egyetértés azt illetően, hogy Abbo túlzó adatokat jegyzett le az ostromló erőkről. A történész C. W. Previté-Orton a hajók számát mintegy 300 körülire teszi, míg John Norris mintegy 300 hajót említ. Bár a frankok megpróbálták megakadályozni a vikingeket abban, hogy felhajózzanak a Szajnán, a vikingek végül folytatták útjukat párizs felé. Párizs abban az időbe az Île de la Cité szigetén terült el. Ez a hely stratégiai fontosságú volt abból a szempontból, hogy képesek voltak a frankok megállítani a folyón közlekedő hajókat a folyón létesített két alacsony hídjuk segítségével, mely hidak közül az egyik kőből, míg a másik fából készült. Még a kecses viking hosszúhajók sem fértek át a hidak alatt. Odó gróf felkészült a vikingek érkezésére és megerősítette a hídfőállásokat két toronnyal, melyek mindegyike egy-egy hidat védett. Emberhiánnyal küzdött, mivel alig volt több harcosa, mint 200 fő, ám Gozlin püspökkel, aki az első harcos egyházfő volt a középkori irodalomtörténet során, közösen hadsereget toboroztak, valamint bátyjának segítségét is maga mögött tudhatta.

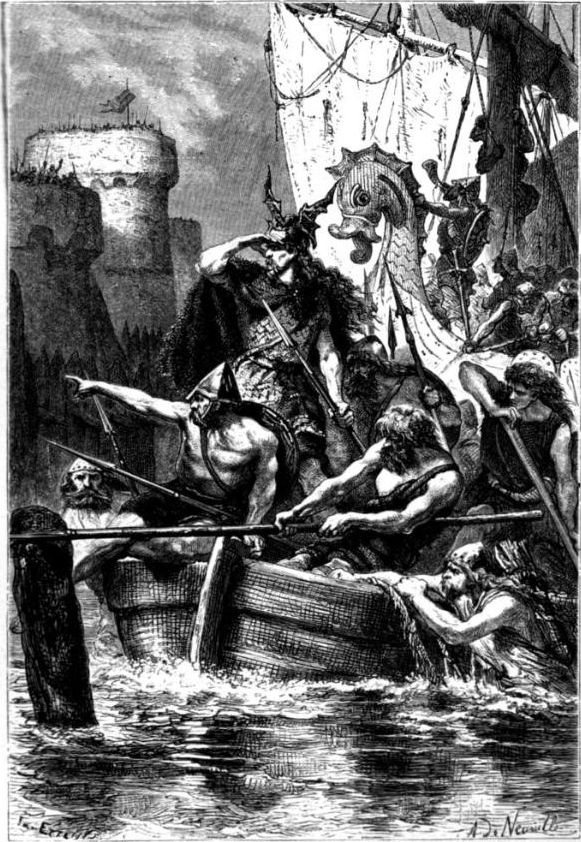
A vikingek bárkái

A vikingek 885 novemberének 24., vagy 25. napján érkeztek meg Párizsba, elsődlegesen azért, hogy megsarcolják a frankokat. Az ostrom akkor kezdődött el, amikor ezt a frankok megtagadták tőlük. November 26-án a dánok megtámadták az északkeleti tornyot különböző ostromgépekkel, többek közt katapult segítségével. A támadásukat visszaverték forró viasz locsolásával. Aznap minden viking támadást sikerült a védőknek visszaverniük, majd még aznap éjjel a párizsiak egy újabb szintet húztak fel a toronyra. November 27-én a viking támadás részét képezte az aknásítás, a faltörő kosok és tűz használata, de mindhiába. Gozlin püspök íjjal és baltával vett részt az ütközetben. Kitűzött egy keresztet a külső falra és buzdította a harcosokat. Testvére, Ebles szintén részt vett a küzdelemben. A vikingek visszavonultak az első meghiúsult támadásaik után és tábort vertek a folyó jobb partján, ahol épületköveket használtak a tábor felépítéséhez. Miközben újabb támadásokra készültek fel a vikingek újabb ostromgépek építésébe fogtak. Egy újabb támadás során több ezer gránátot lőttek a városra, hajót küldtek a híd bevételére és szárazföldi támadást indítottak három csoportra oszolva. Az seregek körbevették a hídfőnél lévő tornyot, feltehetően azért, hogy leküzdjék a folyón létesített akadályt. Miközben megpróbálták felgyújtani a hidat, közben a várost is megtámadták ostromgépeikkel.

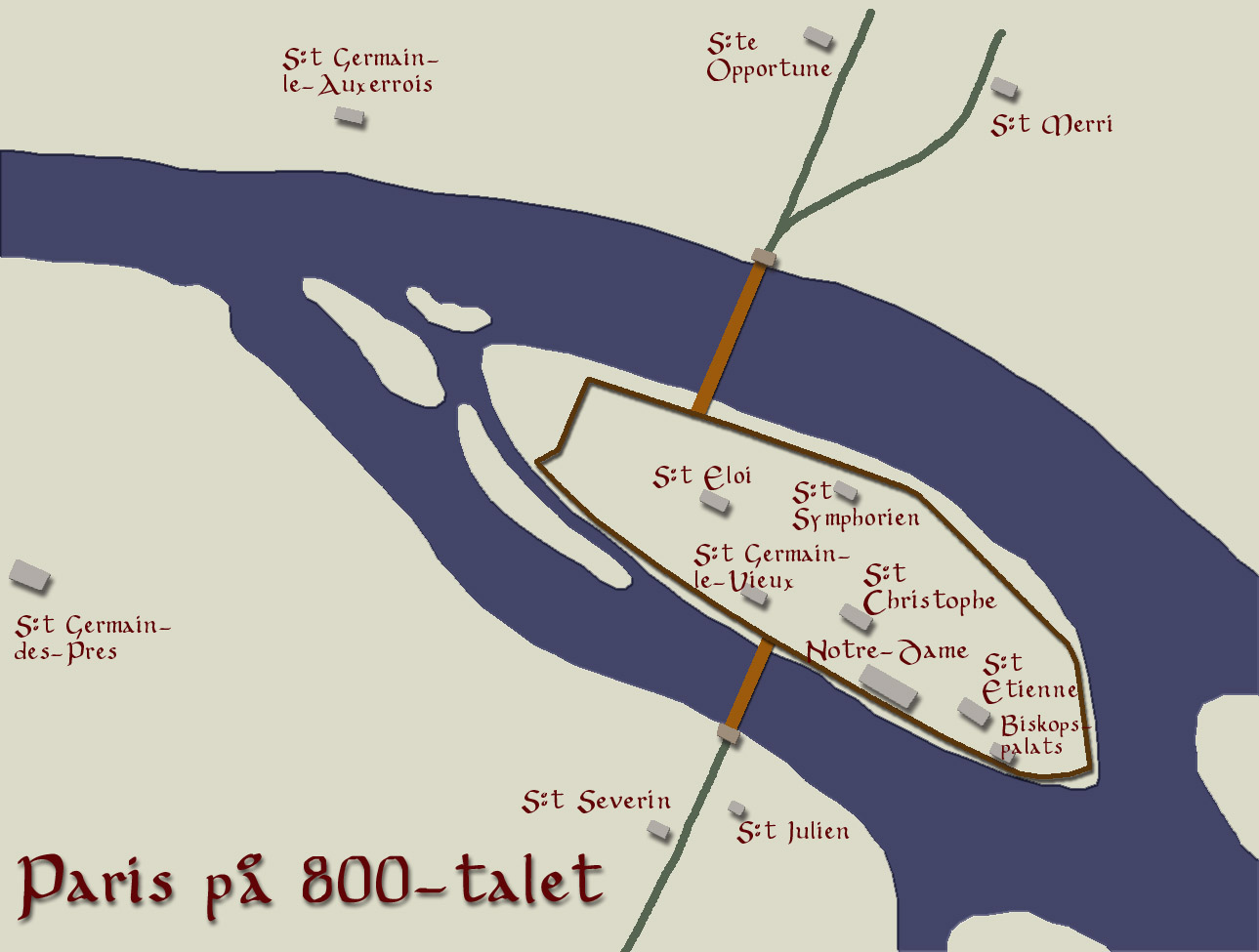
Párizs térképe a 9. századból (a város az Île de la Cité szigeten települt)

A vikingek mintegy két hónapon keresztül fenntartották az ostromállapotot, árkokat ástak és a szárazföldön tartalékokat képeztek maguknak. 886 januárjában megpróbálták törmelékkel,  foglyok holttesteivel, állattetemekkel és növényi anyagokkal feltölteni a folyó gázlóit, hogy a torony közelébe tudjanak férkőzni. Ezt két napon keresztül folytatták. A harmadik napon három felgyújtott hajót küldtek a fahíd ellen. Az égő hajók azonban már azelőtt elsüllyedtek, mielőtt elérhették volna a hidat, ezért az sértetlen maradt. Február 6-án az esőzések által megduzzadt folyó elmosta a törmelékekből összehordott akadályokat, melyek a hídnál feltorlódtak. A híd megsemmisült és a legészakkeletibb tornyot immáron csak 12 védő tartotta, akiknek nem volt utánpótlási útvonaluk. A vikingek megadásra szólították fel a védőket, de azok visszautasították ezt, ezért mindannyiukat kivégezték.
Még azon a nyáron a dánok végső támadást indítottak a város ellen, amit a védők ismételten visszavertek. A birodalmi hadsereg októberben megérkezett és szétverte a vikingek csapatait. Károly körbevette seregével Rollót és csapatát a Montmartre-nál lévő táboruknál. Ugyanakkor Károly nem kívánt harcba bocsátkozni. Felajánlotta a vikingek számára, hogy feljebb hajózhatnak a Szajnán és kifoszthatják Burgundiát, ahol épp lázongások voltak. Mikor a vikingek visszavonultak Frankföldről a következő év tavaszán, akkor kaptak Károlytól 700 livre, azaz 257 kilogrammnyi értékű hadisarcot.

## Hatása
A párizsiak megtiltották a vikingek számára, hogy lehajózzanak a Szajnán, ezért a behatolóknak a Majnán keresztül kellett elhagyniuk az országot. Mikor Károly 888-ban elhunyt, a frankok Odót választották meg királyuknak. Odo testvére a későbbiek során lett királlyá koronázva. A következő évszázad során a Róbertet követők, Erős Róbert leszármazottai harcoltak a Karoling-dinasztia tagjaival a frank trónért. Hercegségüknek neve (Francia) adta később Franciaország mai nevét, ugyanakkor a Karoling birodalom soha többé nem vált olyan hatalmassá, mint, amilyen korábban volt.

## Kapcsolódó lapok
- Párizs ostroma (845)
- Viking hajók
- Viking történelem
- Viking kultúra
- Frank Birodalom
- Karoling-ház